# Era wolności

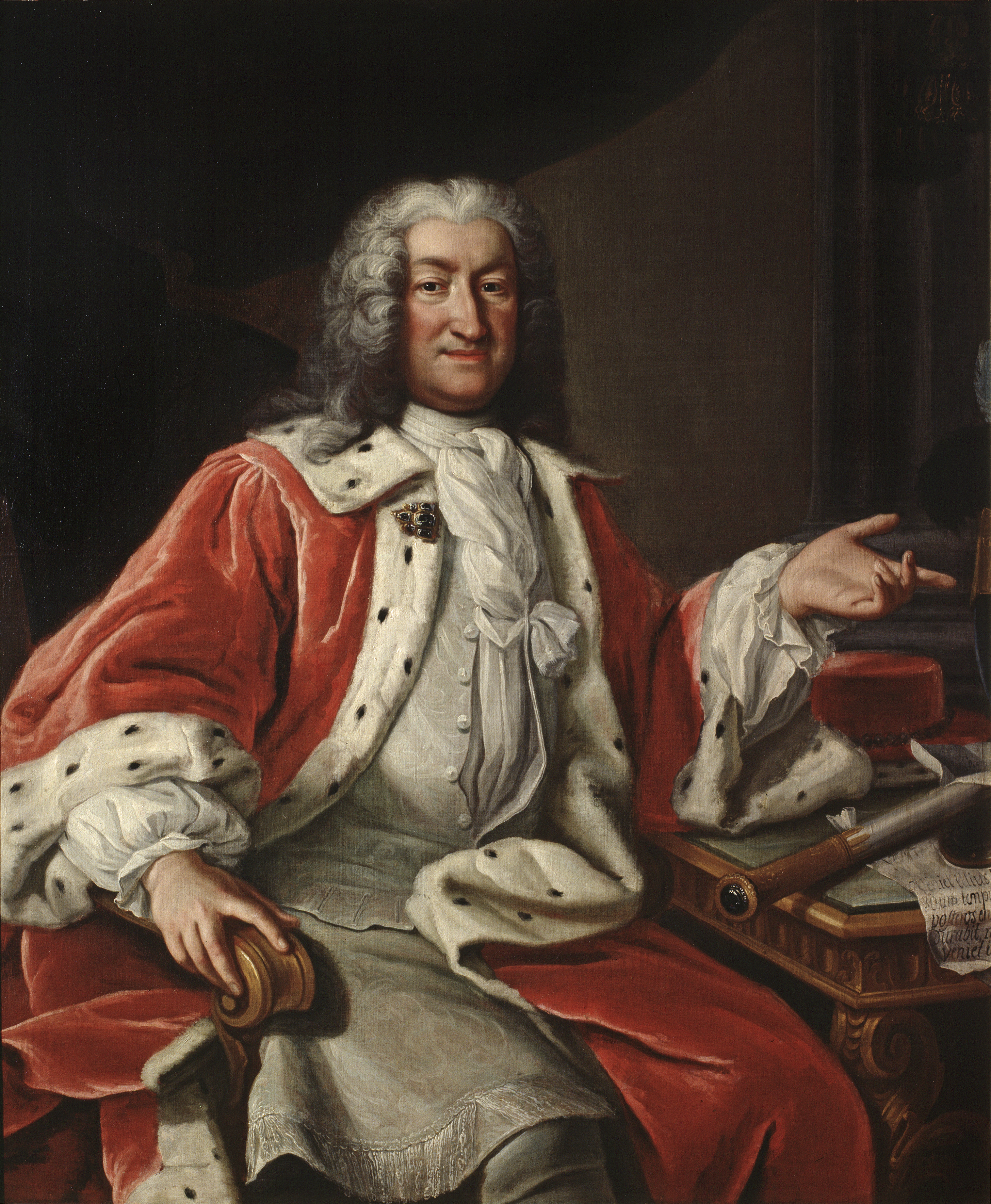
Arvid Horn jeden z liderów Mösspartiet

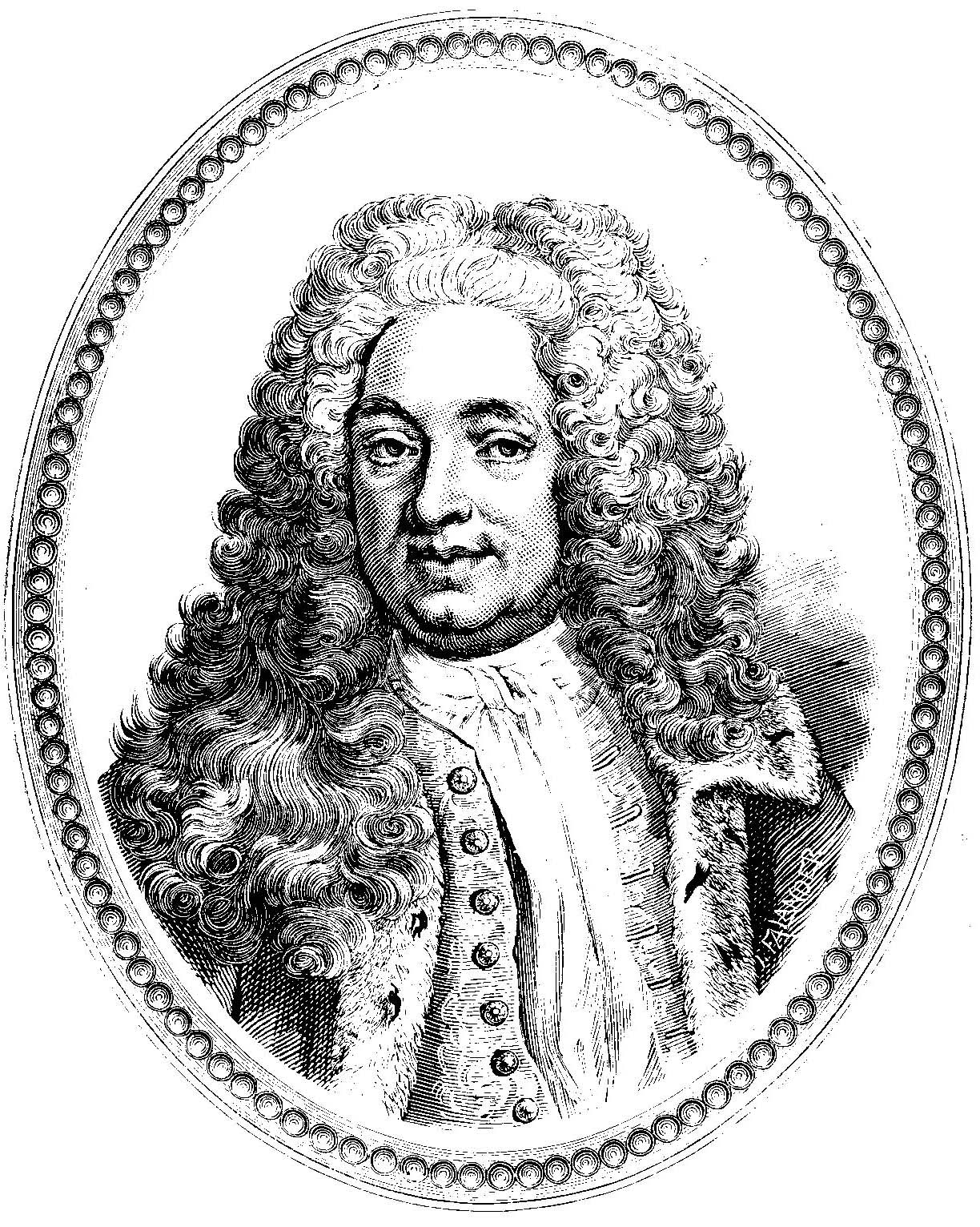
Carl Gyllenborg jeden z liderów Hattpartiet

Era wolności (szw. frihetstiden) – okres w historii Szwecji w latach 1718–1772 charakteryzujący się upadkiem absolutyzmu po śmierci Karola XII (1718) i rozwojem parlamentaryzmu szwedzkiego i trwający aż do absolutystycznego zamachu stanu który zorganizował ambitny Gustaw III w roku 1772 (zob. Akt o formie Rządu z 1772).
Epoka wolności upłynęła pod znakiem walk partii prorosyjskiej („partia czapek” – Mösspartiet) z partią profrancuską – antyrosyjską („partia kapeluszy” – Hattpartiet). W roku 1738 partia kapeluszy odniosła znaczne zwycięstwo i Arvid Horn musiał odejść z polityki. Ważnym wydarzeniem epoki było zniesienie cenzury w Szwecji.